# Hela (province)
Hela est une province de la Papouasie-Nouvelle-Guinée appartenant à la région des Hautes-Terres. La création de cette province fut décidée en novembre 2011, par le Parlement, à partir d'une portion de la province des Hautes-Terres méridionales,.
D'une superficie de 10 498 km2, elle comprenait une population de 341 928 habitants selon le recensement de 2011.
Hela est divisé en trois districts : Komo-Magarima, Koroba-Kopiago et Tari-Pori. Sa capitale est Tari.